# Зея (річка)
Зея (евенк. джєе — «лезо», маньчж.: Jingkiri bira) — одна з найбільших річок басейну Амуру, є його лівою притокою. Річка цілком протікає по Амурській області (Росія) і впадає в Амур в районі Благовещенська. Зея бере початок на хребті Токійського Становика на південних схилах системи Станового хребта. Її довжина становить 1 242 км, площа басейну 233 тис. км², середньорічна витрата води біля м. Благовєщенськ становить 2 500 м³/с.

## Основні відомості
У верхній течії, від витоку до гирла Селемджі, має переважно гірський характер; тут ширина її долини обмежена високими гірськими схилами. У місці перетину хребта Тукурінгіра річка тече в глибокій скелястій ущелині. У нижній течії (нижче гирла Селемджі) Зея виходить на рівнину, де її долина розширюється, а русло розчленовується на численні рукави.
Річка судноплавна на ділянці від гирла до міста Зеї. До будівництва Зейської ГЕС у високу воду невеликі катери могли підніматися і вище, до с. Бомнак. Утрудненням для судноплавства була наявність великої кількості мілководних перекатів в руслі річки. На 2009 р., суднопропускними спорудами гребля гідроелектростанції не обладнана, судноплавство можливе у верхньому і нижньому б'єфі.
До будівництва Зейської ГЕС на річці під час літніх паводків відбувалися катастрофічні повені. На річці проектується каскад Нижньозейських ГЕС. На Зеї розташовані міста Зея, Свободний, Благовещенськ.

## Гідрологія
Живлення переважно дощове, частка якого від загального річного стоку становить 50-70%. На снігове доводиться 10-20%, на підземне — 10-30%. Зея відрізняється високою водністю: середня річна витрата води в нижній течії поблизу міста Благовєщенськ дорівнює 2 500 м³/с, що відповідає модулю стоку 8,2 л/сек×км². Найбільша глибина в межень — 64 м (Близько ЗГЕС, найбільша ширина — 4 км. Ухил русла — в межах 0,1-0,4 ‰, у верхів'ях — більше 15 ‰. Швидкість течії в верхів'ях — 4-6 м/с, у пониззі — до 1,2 м/с. Водний режим її в порівнянні з іншими річками Далекого Сходу характеризується більш чітко вираженою весняною повінню, яка триває в середньому 20-30 днів, і високими літніми дощовими паводками, що обумовлюють іноді сильні повені. Повінь 1928 року, що спричинила за собою катастрофічні наслідки, в основному було викликано потужним паводком на Зеї. У зимовий період Зея, сточище якої розташовано у зоні вічної мерзлоти, виключно маловодна. У місті Зея, наприклад, під час паводків витрата води досягає 14 200 м³/с і вище, а взимку падає до 1,5 м³/с. До будівництва Зейської ГЕС багаторічна амплітуда коливання рівня води досягала 9-10 м. До водозбору річки належить більш 19800 озер загальною площею 1021 км².

## Притоки
У надзвичайно розгалужену систему приток річки входить близько 30 тис. водотоків, серед яких 43 — довші 100 км. Найбільша притока, Селемджа, середня річна витрата води якої у гирлі, перевищує 700 м³/сек. Найголовніші притоки Зеї (від витоку до гирла):
- ліві: Купурі (довжина 162 км, сточище 4 620 км², відстань від гирла 1073 км), Аргі (350 км, 7 090 км², 939 км), Уркан (верхній) (234 км, 3 740 км², 878 км), Деп (348 км, 10 400 км², 485 км), Селемджа (647 км, 68 600 км², 284 км), Томь (433 км, 16 000 км², 110 км), Біла (170 км, 2 800 км², 76 км), Іванівка (176 км, 3 640 км², 21 км).
- праві: Ток (251 км, 6 420 км², 946 км), Мульмуга (234 км, 3 360 км², 837 км), Брянта (317 км, 14 100 км², 791 км), Гілюй (545 км, 22 500 км², 680 км), Уркан (нижній) (304 км, 16 200 км², 588 км), Тинда (264 км, 4 740 км², 447 км).